# بويس إف. مارتن جونيور
بويس إف. مارتن جونيور (بالإنجليزية: Boyce F. Martin Jr.) هو محامي وقاضي أمريكي، ولد في 23 أكتوبر 1935 في بوسطن في الولايات المتحدة، وتوفي في 1 يونيو 2016 في لويفيل في الولايات المتحدة.

## وصلات خارجية
- بويس إف. مارتن جونيور على موقع إن إن دي بي (الإنجليزية)